# Episodi di SpongeBob (ottava stagione)
L'ottava stagione di SpongeBob è andata in onda negli Stati Uniti dal 26 marzo 2011.
In Italia è stata trasmessa in prima visione assoluta dal 31 dicembre 2011 al 9 marzo 2013, invece l'episodio 24 è stato trasmesso in prima visione assoluta il 23 marzo 2014,  su Nickelodeon, in chiaro è stata trasmessa in prima visione da aprile 2013 con 2 episodi in anteprima trasmessi nell'agosto del 2012 su Super! e Italia 1.
| nº  | nº | Titolo originale                          | Titolo italiano                          | Prima TV USA      | Prima TV Italia  |
| --- | -- | ----------------------------------------- | ---------------------------------------- | ----------------- | ---------------- |
| 153 | 1  | Accidents Will Happen                     | L' infortunio sul lavoro                 | 18 luglio 2011    | 31 dicembre 2011 |
| 153 | 1  | The Other Patty                           | L'altra ricetta                          | 25 giugno 2011    | 31 dicembre 2011 |
| 154 | 2  | Drive Thru                                | Il Krusty Drive                          | 19 luglio 2011    | 31 dicembre 2011 |
| 154 | 2  | The Hot Shot                              | L'asso del volante                       | 18 giugno 2011    | 31 dicembre 2011 |
| 155 | 3  | A Friendly Game                           | Una partita fra amici!                   | 26 marzo 2011     | 28 gennaio 2012  |
| 155 | 3  | Sentimental Sponge                        | Pulizie di primavera                     | 2 aprile 2011     | 28 gennaio 2012  |
| 156 | 4  | Frozen Face-Off                           | SpongeBob sotto zero                     | 15 luglio 2011    | 28 gennaio 2012  |
| 157 | 5  | Squidward's School for Grown Ups          | Lezioni di maturità                      | 4 giugno 2011     | 5 aprile 2012    |
| 157 | 5  | Oral Report                               | Parlare in pubblico                      | 26 marzo 2011     | 5 aprile 2012    |
| 158 | 6  | Sweet and Sour Squid                      | Clarinetto molesto                       | 20 luglio 2011    | 5 aprile 2012    |
| 158 | 6  | The Googly Artiste                        | Patrick artista                          | 21 luglio 2011    | 5 aprile 2012    |
| 159 | 7  | A SquarePants Family Vacation             | Vacanze in famiglia                      | 11 novembre 2011  | 6 luglio 2012    |
| 160 | 8  | Patrick's Staycation                      | La "casanza" di Patrick                  | 8 novembre 2011   | 6 luglio 2012    |
| 160 | 8  | Walking the Plankton                      | La crociera di Plankton                  | 7 novembre 2011   | 6 luglio 2012    |
| 161 | 9  | Mooncation                                | Vacanze sulla Luna                       | 10 novembre 2011  | 6 luglio 2012    |
| 161 | 9  | Mr. Krabs Takes a Vacation                | Le vacanze di Mr. Krab                   | 9 novembre 2011   | 6 luglio 2012    |
| 162 | 10 | Ghoul Fools                               | La casa fantasma                         | 21 ottobre 2011   | 28 ottobre 2012  |
| 163 | 11 | Mermaid Man Begins                        | Le origini dei supereroi                 | 23 settembre 2011 | 6 aprile 2012    |
| 163 | 11 | Plankton's Good Eye                       | L'occhio buono di Plankton               | 23 settembre 2011 | 6 aprile 2012    |
| 164 | 12 | Barnacle Face                             | La tragedia dei brufoli                  | 16 settembre 2011 | 6 aprile 2012    |
| 164 | 12 | Pet Sitter Pat                            | Patrick lumaca sitter                    | 16 settembre 2011 | 6 aprile 2012    |
| 165 | 13 | House Sittin' for Sandy                   | SpongeBob casa sitter                    | 30 settembre 2011 | 23 ottobre 2012  |
| 165 | 13 | Smoothe Jazz at Bikini Bottom             | Smoothe Jazz a Bikini Bottom             | 30 settembre 2011 | 23 ottobre 2012  |
| 166 | 14 | Bubble Troubles                           | Problemi di bolle                        | 25 novembre 2011  | 24 ottobre 2012  |
| 166 | 14 | The Way of the Sponge                     | La cintura nera                          | 25 novembre 2011  | 24 ottobre 2012  |
| 167 | 15 | The Krabby Patty That Ate Bikini Bottom   | Il Krabby Patty che divorò Bikini Bottom | 25 novembre 2011  | 25 ottobre 2012  |
| 167 | 15 | Bubble Buddy Returns                      | Il figlio dell'amico Bolla               | 25 novembre 2011  | 25 ottobre 2012  |
| 168 | 16 | Restraining SpongeBob                     | Alla larga, SpongeBob!                   | 2 aprile 2012     | 26 ottobre 2012  |
| 168 | 16 | Fiasco!                                   | Fiasco!                                  | 5 aprile 2012     | 26 ottobre 2012  |
| 169 | 17 | Are You Happy Now?                        | Sei felice adesso?                       | 31 marzo 2012     | 15 gennaio 2013  |
| 169 | 17 | Planet of the Jellyfish                   | Il pianeta delle meduse                  | 31 marzo 2012     | 15 gennaio 2013  |
| 170 | 18 | Free Samples                              | Assaggi gratis                           | 6 aprile 2012     | 16 gennaio 2013  |
| 170 | 18 | Home Sweet Rubble                         | Una casa a pezzi                         | 4 aprile 2012     | 16 gennaio 2013  |
| 171 | 19 | Karen 2.0                                 | Karen 2.0                                | 13 aprile 2012    | 16 gennaio 2013  |
| 171 | 19 | InSPONGEiac                               | L'insonnia                               | 9 aprile 2012     | 16 gennaio 2013  |
| 172 | 20 | Face Freeze!                              | Facce bloccate                           | 21 luglio 2012    | 17 gennaio 2013  |
| 172 | 20 | Glove World R.I.P.                        | Il nuovo parco di divertimenti           | 3 aprile 2012     | 17 gennaio 2013  |
| 173 | 21 | Squiditis                                 | La Squiddolite                           | 3 aprile 2012     | 17 gennaio 2013  |
| 173 | 21 | Demolition Doofus                         | Demolition Derby                         | 21 luglio 2012    | 17 gennaio 2013  |
| 174 | 22 | Treats!                                   | Gli snack per lumache                    | 10 aprile 2012    | 18 gennaio 2013  |
| 174 | 22 | For Here or To Go                         | Il concorso a premi                      | 12 aprile 2012    | 18 gennaio 2013  |
| 175 | 23 | It's a SpongeBob Christmas                | Il Natale di SpongeBob                   | 23 novembre 2012  | 25 dicembre 2012 |
| 176 | 24 | Super Evil Aquatic Villain Team Up is Go! | La nuova coppia di cattivoni             | 14 ottobre 2012   | 23 marzo 2014    |
| 176 | 24 | Chum Fricassee                            | Fricassea di pastura                     | 21 ottobre 2012   | 23 marzo 2014    |
| 177 | 25 | The Good Krabby Name                      | La campagna pubblicitaria                | 3 settembre 2012  | 21 gennaio 2013  |
| 177 | 25 | Move It or Lose It                        | Cento piedi                              | 21 ottobre 2012   | 21 gennaio 2013  |
| 178 | 26 | Hello Bikini Bottom!                      | Ciao Bikini Bottom!                      | 8 ottobre 2012    | 9 marzo 2013     |

## L'infortunio sul lavoro
Al Krusty Krab c'è un gran trambusto perché Squiddi non è alla cassa. Mr. Krab va a controllare e scopre che lo scorbutico calamaro si è infortunato sul lavoro slogandosi una caviglia al magazzino del locale. Squiddi, sapendo che il capo non vorrebbe mai sborsare dei soldi a causa dell'incidente visto che la cosa gli costerebbe una sanzione pecuniaria, decide di ricattarlo: se Krab non asseconderà le sue richieste senza condizioni, chiamerà l'ufficio infortuni sul lavoro. Il gestore del Krusty Krab passerà quindi l'intera giornata a fare da schiavetto all'infortunato cassiere. Krab comincia a dubitare della sincerità di Squiddi, quindi chiede a SpongeBob e a Patrick di indagare, ma senza risultati se non procurare numerose fratture alla stella di mare. Alla fine, per aiutarli nelle indagini, SpongeBob convocherà proprio l'ispettore dell'ufficio infortuni sul lavoro. Squiddi mette in piedi una storia millantando un'impresa eroica palesemente fasulla. E quando alla fine si scopre la verità (Squiddi ha finto l'infortunio sul lavoro) grazie a una telecamera che Krab ha "preso in prestito" all'aeroporto, il granchio va su tutte le furie, soprattutto perché Squiddi cercava di dormire sul posto di lavoro. Per punizione, Squiddi è costretto a fare a Krab da schiavetto come lui poco prima.

## L'altra ricetta
Plankton tenta ancora di rubare la ricetta segreta del Krabby Patty. Mr. Krab glielo lascia fare, poiché ora i Krabby Patty si autodistruggono superati alcuni metri dal ristorante, e infatti il panino che voleva rubare gli esplode in faccia. SpongeBob vorrebbe che il capo e il copepode tornassero amici come un tempo, ma quei tempi sembrano essere ormai storia per sempre. A un tratto uno strano profumo aleggia nell'aria: proviene dal Flabby Patty, una specie di copia del Krabby Patty per cui tutti sembrano andare matti. SpongeBob a tal punto convince i due recalcitranti gestori a cooperare per rubarne la ricetta segreta. Nel finale viene rivelato che SpongeBob ha orchestrato il tutto per far collaborare Mr. Krab e Plankton, i quali decidono di ripagarlo con la stessa moneta e gli mostrano ciò che hanno imparato del concetto di cooperazione mettendosi a inseguirlo.

## Il Krusty Drive
Nella parete del Krusty Krab c'è un buco e Mr. Krab decide di riparare con del dentifricio. Il buco continua però a ingigantirsi, così il granchio decide di trasformare il buco grande in "Krusty Drive", un ristorante drive-in, ma solamente tutti i clienti in fila con le loro auto per ordinare da mangiare. Tuttavia, la fila diventa lunga e i lavori di SpongeBob e Squiddi diventano difficili per loro. Il sindaco di Bikini Bottom spiega al gestore del locale la faccenda e, per risolvere il problema, Eugene apre un secondo buco grosso e il sindaco lo accetta come soluzione. Infatti, la faccenda diventa ancora peggiore e Krab apre un terzo buco per risolvere il problema, ma purtroppo, fa crollare l'intero ristorante e sicuramente non basterà un tubetto di dentifricio per ricostruirlo.

## L'asso del volante
Alla scuola guida della signora Puff, SpongeBob sembrerebbe essere accolto con grande calore e trepidazione. Ma quel caldo benvenuto era per il figlio del famoso pilota Tony Fast, Tony Fast Jr, che viene subito acclamato da tutti gli studenti. Per la Puff l'arrivo di Tony Jr è un abbaglio, poiché spera che egli possa aiutare SpongeBob in modo da farlo diplomare e toglierselo di torno una volta per tutte. L'erede del pilota consiglia infatti di essere "calmo e distaccato" e di "mollare la tensione mollando tutto"; con queste dritte SpongeBob riesce a guidare perfettamente. Tony invita quindi SpongeBob a casa sua e acconsente di fargli guidare una vettura velocissima, cimelio del padre. A un certo punto i due incontrano un gruppo di automobilisti spericolati, che li sfidano a una gara: stanno correndo su una vera strada, e la cosa attira l'attenzione della polizia, di un elicottero e del papà di Tony Jr. Guidando in tensione per il guaio in cui si trova, SpongeBob va a sbattere contro la scuola guida. La signora Puff annuncia mestamente agli studenti che Tony Jr non sarà più nella loro scuola, poiché è stato trasferito in un'altra scuola guida. Soggiunge che il ragazzo ha insegnato qualcosa a tutti loro: che SpongeBob non può guidare.

## Una partita fra amici
SpongeBob e Patrick hanno programmato una giornata sul campo da golf, ma sfortunatamente piove. A SpongeBob viene un'idea: costruire un campo pratica dentro casa di SpongeBob e giocare all'interno, solo che devono fare attenzione a non svegliare Squiddi. Patrick oltretutto si mostra competitivo, spaccone e anche piuttosto anti-sportivo. Mentre giocano, a un certo punto, mandano le loro palline fuori di casa spedendole a casa di Squiddi. SpongeBob e Patrick, cercando le palline, finiscono, senza svegliare Squiddi, per distruggergli la casa; trovano le palline sopra la testa e in bocca a Squiddi e, colpendole, gli fanno volare via la dentiera. Infine SpongeBob e Patrick escono dalla casa di Squiddi, che gli crollerà addosso.

## Pulizie di primavera
Arriva la primavera, così SpongeBob fa le tradizionali pulizie di stagione. Patrick però gli dice che quei rifiuti sono oggetti da ricordare e perciò li tiene. Casa sua ora è piena di rifiuti in continua crescita. La situazione diventa insostenibile e quindi Squiddi chiama l'ufficiale igienico-ecologico, che costringe la spugna a buttare via i rifiuti. SpongeBob decide, prima di separarsene, di scattare fotografie a quei rifiuti, solo che adesso casa sua e di Squiddi sono invase dalle foto.

## SpongeBob sotto zero!
Un imprenditore anonimo sponsorizza l'annuale corsa sulle slitte di Bikini Bottom mettendo in palio un'appetitosa somma di denaro. I partecipanti sono: SpongeBob, Patrick, Squiddi, Mr. Krab, Plankton, Sandy, Karen e Gary (quest'ultimo traina la slitta di SpongeBob). Ciascuno per un proprio tornaconto partecipa e finiscono tutti con rompere la propria slitta; tutti meno uno: SpongeBob. Gary è costretto allora a trainare la slitta con a carico il suo padrone e tutti gli altri. Ritrovandosi in un vicolo cieco, il gruppo rimane intrappolato a causa di una bufera di neve. Come se non bastasse, devono anche vedersela con una gigantesca piovra delle nevi, che però riescono a seminare. A un tratto Patrick, che aveva preso le redini della slitta, si ferma quando vede luccicare nella neve qualcosa: è Plankton congelato, o meglio un suo clone robot. Karen, scongelatasi, rivela la verità: l'imprenditore anonimo è Plankton, che aveva architettato tutto quanto in modo che, tenendo occupati SpongeBob e il resto della compagnia, lui potesse rubare indisturbato la ricetta segreta del Krabby Patty. Infatti nel frattempo, giù in pianura, il malefico copepode le prova tutte per aprire la cassaforte di Krab, ma invano, almeno finché, spezzando un atomo, non crea un'esplosione nucleare. SpongeBob e gli altri tornano a casa grazie a una particolare "slitta" composta da ognuno di loro, ma al loro arrivo il Krusty Krab è distrutto, la cassaforte idem e c'è una folla in fila per dei Krabby Patty al Chum Bucket. Il batterio è inseguito da Krab e gli altri, e infine li intrappola in una gabbia sospesa su una pentola di olio bollente. Vengono liberati dalla piovra-yeti, la quale sembra voler mangiare Patrick, ma invece mangia le caramelle di gelatina della goffa stella marina e, scambiando Plankton per una di esse (simile a ciò che accade alla fine di Un plancton per amico della stagione 1), lo divora e lascia andare Patrick.

## Lezioni di maturità
Squiddi è sempre più infastidito dai giochi poco maturi di SpongeBob e Patrick. Quest'ultimo, tuttavia, a un tratto si assopisce e, al suo risveglio, si ritrova con una lunga e folta barba da uomo elegante; Squiddi allora gli dice che è simbolo di crescita e quindi gli insegna passo dopo passo come diventare un perfetto elegantone raffinato e "maturo". Anche SpongeBob vuole imparare, ma nonostante i suoi sforzi, non riesce a non divertirsi in modo "infantile", venendo perciò letteralmente snobbato da Squiddi e dal suo nuovo allievo. SpongeBob decide di tagliare la barba a Patrick, attribuendole la colpa del radicale cambio di comportamento del suo amico, ma alla fine sembra rassegnarsi. Solo che allo spettacolo dell'Opera, il ragazzo-spugna, vestito da donna vichinga, intona una canzone acclamata dal pubblico che finalmente porta SpongeBob e Patrick alla riconciliazione. E inoltre, la barba di Patrick era solamente un riccio di mare che si era addormentato sulla sua faccia e che si è risvegliato quando Patrick aveva pianto lacrime di commozione addosso a lui. Il karma per Squiddi, che ancora una volta ha provato a dividere SpongeBob e Patrick, sarà quello di essere colpito in faccia con i pomodori dai presenti.

## Parlare in pubblico
SpongeBob deve presentare una relazione orale per la scuola guida, ma ha la tipica ansia da pubblico, rafforzata ancor più da Squiddi e da Patrick. Sandy allora prova ad aiutarlo inventando degli occhiali speciali che gli permettono di vedere tutti i suoi compagni in mutande poiché è scientificamente provato che immaginare il proprio pubblico in mutande fa mitigare l'ansia da pubblico. SpongeBob, durante la sua relazione, mostra inizialmente ancora un po' di esitazione e pertanto chiede a Patrick di dargli gli occhiali di Sandy; l'amico, però, pulendo le lenti, li manda in cortocircuito e quindi le mutande hanno ora facce mostruose e sbraitano a SpongeBob di andare avanti. SpongeBob non resiste più e scappa via con la macchina della signora Puff, la quale prende a rincorrerlo per fermarlo, seguita da Patrick che vuole restituire all'amico gli occhiali non avendo capito cosa fosse successo. La fuga di SpongeBob attira l'attenzione di due agenti. SpongeBob va a sbattere contro un muro e i poliziotti gli chiedono se sa cosa sia la guida prudente; la spugna si fa quindi coraggio ed espone la sua tesi, commuovendo i due. La signora Puff giunge sul posto dicendo che "le lunghe mani della legge sono riuscite a prenderlo" e crede che i poliziotti arresteranno SpongeBob, tuttavia arrestano lei, in quanto istruttrice del ragazzo. Mentre l'insegnante viene portata via dai due agenti, Patrick si complimenta con SpongeBob per aver superato la sua paura; a un certo punto la stella marina prova gli occhiali e scappa via spaventato vedendo le mutande di SpongeBob urlargli contro con una faccia mostruosa.

## Clarinetto molesto
Squiddi fa scappare i clienti del Krusty Krab con le note stonate del suo clarinetto, e il calamaro è stufo di non essere apprezzato per il suo "talento". Plankton intanto lo adocchia e, credendo che in quanto cassiere conosca la formula segreta del Krabby Patty, tenta in tutti i modi di avvicinarlo, ma l'unica cosa che ottiene è una porta sbattuta in faccia. Plankton si finge allora un ammiratore di Squiddi e lo segue incitandolo a suonare il clarinetto per grande strazio degli abitanti. Squiddi suona in seguito una melodia così forte da rompere i vetri e inoltre Plankton, disperandosi per non aver ottenuto nessuna informazione circa la ricetta segreta del Krabby Patty, si stappa le orecchie. Il batterio, non potendo più sopportare la straziante musica del clarinetto di Squiddi, decide di rubarglielo, venendo poi messo in arresto da alcuni agenti che erano stati contattati per rumori molesti. Il clarinetto viene disintegrato dalla loro automobile.

## Patrick artista
SpongeBob e Patrick si dilettano nell'artigianato. Squiddi invece crea una statua di sé stesso stroncata da un noto critico artistico di nome "Frederick T. Nitpick", che elogia invece "l'opera d'arte" di Patrick: una roccia con due occhi finti incollati. Patrick diviene perciò un noto artista, finché non esaurisce i sassi, e con essi la sua ispirazione. La ritrova al Krusty Krab grazie a Squiddi che gli fornisce l'idea di creare nuove opere d'arte con dei Krabby Patty. Mr. Krab inizialmente è furioso ma poi, goloso come sempre di denaro, decide di permettere la vendita di questi "Krabby Patty artistici", e adesso Squiddi è il consigliere e assistente di Patrick. Il critico dell'inizio annuncia che è nato un nuovo stile artistico.

## Vacanze in famiglia
SpongeBob invita per una serata i suoi amici promettendo loro di includere ogni tipologia delle loro più ferventi passioni e hobby. Tuttavia SpongeBob li ha attirati a casa sua in quanto voleva mostrar loro le diapositive delle sue vacanze con i suoi genitori e Patrick. Tutti gli invitati se ne vanno delusi, ma poi il rullino comincia, così come la storia.
Patrick e SpongeBob stanno aspettando i genitori di quest'ultimo, poiché tutti insieme andranno per le vacanze in un posto fantastico, la Grande barriera corallina. Tuttavia, dopo aver cantato tutti insieme una canzone da viaggio, la loro auto va in panne. Sostano davanti a uno sgangherato e squallido parchetto con uno scivolo che rimane appiccicato a Patrick per via dello spray al formaggio fuso che ha in tasca e che ha reso sfocata la prima slide. La coppia precipita su un gigantesco scivolo d'acqua e credono di essere arrivati a destinazione. Arrivano invece in un posto sconosciuto e piuttosto inquietante, dove trovano strane bacche viola che fanno gonfiare SpongeBob come un pallone, un singolare distributore automatico, un gigantesco insetto che spaventa il duo e una trappola per turisti che spenna SpongeBob. Dopo queste disavventure, il duo torna dai genitori di SpongeBob, cantando ancora la canzone del viaggio e venendo riportati indietro, a sorpresa, proprio dal gigantesco insetto incontrato e fotografato da SpongeBob e Patrick poco prima. La coppia si addormenta proprio quando i genitori di SpongeBob li vengono a chiamare per portarli alla loro vera destinazione.

## La "casanza" di Patrick
Patrick è stressato e sente il bisogno di una vacanza. Non potendosela permettere, SpongeBob gli consiglia di prendersi una "casanza", ossia una vacanza a casa sua, e il suo cameriere, receptionist e chef personale è proprio lui. Soltanto che SpongeBob, tentando di preparargli un Krabby Patty, accidentalmente lo brucia e perciò divora la pietanza che Squiddi stava per mangiare. Naturalmente ciò provoca le ire del polpo, finché SpongeBob non fa ad ambedue un trattamento di rilassamento. SpongeBob va poi, quella notte, a dormire, ma nel suo letto trova Patrick, poiché il "resort dove stava prima era troppo affollato", allora SpongeBob va a dormire da Mr. Krab, che lo lascia fare e gli augura buonanotte.

## La crociera di Plankton
SpongeBob e Mr. Krab decidono di concedersi una vacanza in crociera, portandosi dietro la formula segreta del Krabby Patty nel caso Plankton cerchi di rubarla. Egli tuttavia origlia la conversazione e decide di seguirli, impostando il "settaggio vacanze" di Karen per non farla insospettire. Plankton infatti tenterà più volte di rubare la ricetta, ma senza successo e finendo in diverse situazioni incomode. Nel frattempo, Mr. Krab ha fame e SpongeBob gli prepara un Krabby Patty: l'invitante profumo stuzzica gli altri bagnanti e così Krab fa una fortuna anche in questo frangente. Plankton viene scoperto in flagrante da Karen, che decide di risintonizzare di nuovo il suo "settaggio vacanze", così dai suoi circuiti esce un raggio distruttore che fa scappare via i bagnanti distruggendo gli affari di Krab. Plankton e Karen vanno via su un salvagente con Plankton che rema e sua moglie che dice che questa è la migliore "seconda luna di miele" di sempre.

## Vacanze sulla Luna
Sandy fa vedere a SpongeBob e a Patrick le diapositive della sua vacanza sulla Luna e da qui la storia inizia. SpongeBob, prima che Sandy parta, decide di comprare per lei una torta di buon viaggio; arriva però nel momento in cui il razzo sta già per decollare, quindi si ritrova coinvolto anche lui nell'azione. Il razzo atterra con qualche piccolo inconveniente e Patrick sulla Terra non riesce a vedere bene la TV a causa di un'interferenza dell'antenna satellitare. Sandy e SpongeBob dovranno comunque ritornare in fretta sulla Terra poiché il carburante sta per finire (visto che SpongeBob ha accidentalmente bucato il serbatoio), perciò l'atterraggio è piuttosto brusco. Alla fine, Sandy dirà a SpongeBob che ha passato le migliori vacanze sulla Luna di sempre proprio grazie a lui.

## Le vacanze di Mr. Krab
Mr. Krab sta per partire per le vacanze con Perla. Non avendo quindi la gestione del Krusty Krab, fa partecipare anche SpongeBob, dato che lo considera come un figlio, e la spugna accetta con entusiasmo. La meta che il granchio ha scelto è la zecca di Bikini Bottom, dove assistono a una guida turistica che mostra ai visitatori come vengono coniati i soldi. Mr. Krab, vedendo le banconote distrutte, piange così tanto da allagare la zecca, e SpongeBob, per risolvere il problema, assorbe le sue lacrime con il suo corpo e le espelle all'esterno. I due scoprono poi che le banconote distrutte vengono riciclate. Il proprietario è esasperato e vorrebbe farli scacciare, ma, quando Krab e SpongeBob combattono contro due ladri per proteggere gli altri turisti, vengono acclamati come eroi e, per premio, vengono coniate due banconote con la loro immagine. Purtroppo, Krab prende la banconota di SpongeBob e Perla sottrae a suo padre tutte e due le banconote per comprare un paio di scarpe, facendolo di nuovo scoppiare in un pianto a dirotto.

## La casa fantasma
SpongeBob e Patrick, osservando le nuvole, scorgono un vascello fantasma. Entrano nel vascello e trovano un pirata-fantasma con tutta la sua spettrale ciurma; esso dice al duo che, a meno che non trovino un pezzo di ricambio per la guarnizione della nave, le loro anime saranno sue per tutta l'eternità. I due amici vanno da Mr. Krab, che, dopo aver rubato una guarnizione, intende andare con loro, insieme a Sandy e Squiddi, per derubare lo spettro dei suoi dobloni d'oro. Il quintetto fa ritorno al vascello, dove il pirata restituisce a SpongeBob e a Patrick le loro "anime" (bottiglie di aranciata) in cambio della guarnizione. In questo frangente, Mr. Krab, Patrick e Squiddi rubano i dobloni d'oro del pirata; egli per punizione butta i tre nel "terrificante vuoto spettrale", dove Mr. Krab è condannato a non usare il bagno chimico (essendo a pagamento), Patrick ad essere vittima di una ciambella malvagia (anche se sarà la ciambella stessa a sopportare i continui desideri di Patrick) e Squiddi a sopportare uno SpongeBob gigante. Fortunatamente i tre verranno salvati da Sandy. In seguito, arriverà l'Olandese Volante per riprendersi il suo forziere (passato nelle mani dell'altro pirata). I due fantasmi si inseguiranno, finché l'Olandese Volante, trasformatosi in un siluro, farà esplodere la nave del suo nemico e tutti finiranno di nuovo nel vuoto. L'episodio finisce nel Krusty Krab fantasma, dove tutti servono dei panini agli scheletri, insieme alla ciambella malvagia e allo SpongeBob gigante.

## Le origini dei supereroi
SpongeBob e Patrick non vedono l'ora di vedere l'episodio speciale di Waterman & Supervista in cui vengono rivelate le loro origini; purtroppo però un uragano infuria in città e non permette al duo di vedere l'episodio. Decidono quindi di andare a trovare l'anziano duo di eroi per sapere le origini direttamente da loro, tuttavia ciascuno dei due eroi racconta una versione diversa della storia e si trovano pertanto in disaccordo. L'uragano cessa e la televisione di Waterman & Supervista rivela le vere origini: la coppia di eroi erano due semplici amici che stavano per guardare un film, e il Supervista giovane chiese a Waterman di cuocere dei pop-corn nel forno a microonde perché stava per iniziare il film; in quel momento Waterman venne morsicato sulla fronte da una formica radioattiva e, dimenandosi per il gran dolore, travolse giù con lui il suo compare, che si ritrovarono coinvolti in una serie di bizzarre disavventure, tra cui cavalcare un cristallo magico che li riscaraventò a casa; mangiando i pop-corn, bruciacchiati per la lunga cottura, il duo sentì un'emicrania lancinante e così divennero i tanto rinomati eroi. Ispirati dalla vicenda, SpongeBob e Patrick decidono di cuocere dei pop-corn bruciacchiati per diventare anche loro dei supereroi, con grande disappunto di Waterman & Supervista.

## L'occhio buono di Plankton
Plankton si accorge di avere una scarsa percezione della prospettiva causata dall'avere un occhio solo. Così il batterio commuove SpongeBob con una storia strappa-lacrime e raccoglie da una lacrima della spugna del DNA necessario per farsi crescere un secondo occhio. L'esperimento riesce, solo che, con il DNA di SpongeBob che è buono, anche Plankton sta diventando amabile e generoso. Rattristato dalla cosa, Plankton torna al Chum Bucket, dove SpongeBob e tutti gli altri gli hanno organizzato una festa a sorpresa per ringraziarlo della sua rinnovata bontà; abbracciandolo tutti assieme, fanno scomparire l'occhio buono di Plankton, che, ridiventato cattivo, scaccia via gli ospiti con un raggio laser.

## La tragedia dei brufoli
Perla non vede l'ora di andare al grande ballo della scuola con le sue amiche, ma sfortunatamente le spunta un foruncolo sulla guancia. La ragazza va al Krusty Krab piangendo e, spiegata la situazione a Mr. Krab, gli chiede un intensivo trattamento per farlo scomparire. Krab, tirchio come al solito, delega a SpongeBob lo scomodo incarico. Il ragazzo-spugna proverà a rimuovere il brufolo con tecniche varie quanto fallaci. Perla si lava il viso con il suo sapone dal profumo particolare che attira SpongeBob, solo che, subito dopo, le spuntano altri foruncoli. Questo succede perché si viene a sapere che, in cantina, Mr. Krab ha una pressa per fabbricare saponette, e l'ingrediente che utilizza per fabbricarle sono Krabby Patty di scarto. Perla si dispera perché adesso non potrà più ben figurare al ballo, ma SpongeBob decide di mettere sopra i foruncoli della ragazza le preziose pietre luccicanti di Mr. Krab, e quindi adesso potrà fare un figurone.

## Patrick lumaca sitter
SpongeBob riceve l'invito per il compleanno di sua nonna; egli accetta, solo che deve trovare qualcuno che nel frattempo stia con Gary. La spugna chiede a Patrick di occuparsi di Gary, e la stella marina accetta. SpongeBob, dopo aver scritto le istruzioni su un foglio e aver detto a Gary che tornerà per le ventidue, va a festeggiare a casa di sua nonna. Patrick, per prima cosa, deve portare a spasso Gary, solo che non si sente bene e deve andare al gabinetto; la cosa si protrae per le lunghe e quindi si dimentica di portarlo fuori. Poi, Patrick deve dare a Gary da mangiare, ma la stella di mare mangia tutto il suo mangime, lasciando la chiocciola a secco. Nel frattempo, a casa della nonna, SpongeBob continua ad essere ricordato di Patrick e di Gary, per via di un dolce di gelatina a forma della lumaca e di un commento sulla sua età. SpongeBob chiama Patrick per assicurarsi che tutto vada bene, il quale lo rassicura nonostante nel frattempo si verifichi il contrario. Patrick deve poi fare il bagnetto a Gary, ma la lumaca si rifiuta. Decide di utilizzare la psicologia inversa mostrandogli il contrario di una vasca da bagno: un lanciafiamme. Scappando via dal suo inetto supervisore, Gary capita nella dispensa di SpongeBob, dove Patrick lo raggiunge e lo lava spruzzandogli addosso dell'acqua e del sapone con un tubo e, non trovando un asciugamano, lo asciuga con un phon. Intanto, la casa si allaga per via di una serie di guai causati da Patrick. SpongeBob congeda infine la nonna facendola amorevolmente riposare e, temendo che sia successo qualcosa a Gary, si precipita a casa sua. SpongeBob però trova Gary che legge una fiaba della buonanotte a Patrick, dimostrando ironicamente di essere una balia migliore di lui.

## SpongeBob casa sitter
SpongeBob si prepara ad andare al lavoro al Krusty Krab, ma si accorge che è domenica e che perciò il locale è chiuso. Riceve una telefonata da Sandy, che deve assentarsi per partecipare a una conferenza scientifica e che perciò gli chiede se è disposto a fare il "casa-sitter", ossia se può occuparsi delle faccende domestiche nella sua cupola di vetro; il ragazzo-spugna accetta. Poco prima di andare, Sandy dà a SpongeBob le istruzioni e lui se le appunta tutte. SpongeBob non se la cava male, almeno fin quando non arriva Patrick, e SpongeBob deve continuamente rimediare ai suoi pasticci. A un certo punto SpongeBob fa cadere per sbaglio una provetta, che rotola fino al magazzino dei robot inattivi di Sandy, e allora salta tutto: i robot, attivati e impazziti, distruggono la cupola. Proprio in quel frangente arriva Sandy, che attiva una pistola laser portata dalla convention per ricostruire ciò che è stato distrutto dai robot, e rivela che, fin dall'inizio, aveva incaricato SpongeBob come "casa-sitter" per poter testare la sua pistola a raggi recupera-macerie. Quando tuttavia SpongeBob fa cadere ancora la provetta, i robot distruggono ancora la cupola e uno di essi anche la pistola di Sandy. Mentre SpongeBob e Patrick se ne vanno, Sandy si mette a gridare infuriata.

## Smoothe Jazz a Bikini Bottom
Squiddi è sempre di ottimo umore quando ascolta la musica di Kelpy G, il suo jazzista preferito (già comparso in Lo scherzo della natura della stagione 4), alla radio. Viene a sapere che Kelpy si esibirà in un concerto a Bikini Bottom, dove però è già sold-out. Partecipando a un concorso, SpongeBob e Squiddi hanno la possibilità di andare a quel concerto e di incontrare Kelpy in persona. Squiddi è felice di poter conoscere il suo idolo di persona, però SpongeBob, colmo di esuberanza, mette involontariamente il suo amico in imbarazzo diverse volte; Squiddi allora lo allontana con un pretesto, però SpongeBob ritorna in pochi istanti. Appena lo spettacolo inizia, Patrick prima divora i pass sia di SpongeBob che di Squiddi e dopo sale sul palco interrompendo l'esibizione e venendo trascinato via dalla folla. Squiddi e SpongeBob tentano di inseguire Patrick, ma vengono bloccati dalle guardie e buttati fuori. I due si intrufolano nel backstage, ma devono fare i conti con l'inflessibile buttafuori. Squiddi cerca di convincerlo a farli entrare suonando il suo clarinetto e SpongeBob lo accompagna con il suo ukulele. Kelpy G nota la brillantezza con cui SpongeBob suona il suo ukulele e il fatto che portano pure le stesse scarpe, e così decide di farlo esibire nello show assieme a lui; Squiddi, geloso, prova a suonare il suo clarinetto, ma viene portato via dalle guardie mentre SpongeBob e Kelpy deliziano la folla con la loro musica mandandola in delirio.

## Problemi di bolle
SpongeBob e Patrick sono annoiati dalle classiche bolle di sapone, e così decidono di creare bolle utilizzando come tubetto della salsa piccante, soltanto che queste nuove bolle sciolgono tutto ciò con cui vengono a contatto. Provano le loro nuove bolle sul condotto dell'aria della cupola di Sandy, vedendo quest'ultima impegnata nella sua riparazione, facendolo inavvertitamente scomparire. Sandy ha bisogno a questo punto di ossigeno al più presto e, col suo elicottero, devono emergere in superficie per prendere un po' d'aria; tuttavia Sandy, in preda a dei deliri causati dalla mancanza d'ossigeno, li ri-scaraventa giù al Krusty Krab, dove rischia di morire. Nonostante il tentativo di numerosi personaggi, nessuna tattica sembra funzionare, fin quando SpongeBob non emerge in superficie e soffia una gigantesca bolla di sapone per inglobare l'aria necessaria. Patrick dà il suo contributo portando la bolla nella cupola di Sandy. Questi si risveglia poco dopo e, sapendo come i due amici hanno riportato l'aria, ricorda loro che proprio le bolle sono state la causa del disastro e perciò vieta tassativamente loro di soffiare bolle vicino alla sua cupola. Purtroppo, la cupola è ora all'interno di una grossa bolla, che inizia a prendere il volo.

## La cintura nera
SpongeBob va nella cupola di Sandy per un incontro di karate, e conosce il sensei di quest'ultima: il maestro Fuzzy Acorns. Questi decide di sottoporre SpongeBob a una serie di test per guadagnare una cintura di karate, ma il ragazzo non riesce a superarli. Fuzzy allora decide di far gareggiare tra loro SpongeBob e Sandy l'indomani: SpongeBob si allena giorno e notte però il giorno del combattimento è troppo stanco per combattere non avendo dormito affatto. Il maestro allora gli tira via persino la cintura dei suoi pantaloni facendolo andare via demoralizzato. Sandy, dispiaciuta per SpongeBob, supplica Fuzzy di concedergli un'altra possibilità, ma nulla da fare. Sandy porta il severo maestro al Krusty Krab, dove nessuno dei "semplicissimi trucchi da ristorante" di SpongeBob sembra far cambiare idea a Fuzzy. Fin quando SpongeBob non colpisce più volte per errore Fuzzy mentre fa il suo mestiere, allora il maestro riconosce l'abilità di SpongeBob e gli assegna una cintura nera.

## Il Krabby Patty che divorò Bikini Bottom
Mr. Krab attira monetine con una calamita, fino a quando non passa vicino alla cupola di Sandy, e osserva il gigantesco seme di soia che ha ottenuto con il suo "siero della crescita". Decide in seguito, insieme a SpongeBob, di utilizzare il siero su un Krabby Patty; tuttavia ne mette troppo e il Krabby Patty cresce a dismisura e comincia a passare per Bikini Bottom, fagocitandola. Il caos si sparge per la città, e la soluzione si rivela essere SpongeBob. Col suo corpo spugnoso, infatti, assorbe il gigantesco Krabby Patty ponendo fine all'incubo. Negli ultimi istanti della puntata SpongeBob fa uscire i pezzi del Krabby Patty dal suo corpo spugnoso per gli abitanti della città.

## Il figlio dell'Amico Bolla
SpongeBob riceve una lettera dall'Amico Bolla (il quale era già comparso nell'omonimo episodio della stagione 2), che gli chiede se può badare al figlio Bolly mentre è via poiché la "bolla-sitter" è ammalata, con la raccomandazione di tenerlo lontano dagli oggetti appuntiti. Bolly arriva ben presto, così SpongeBob decide di presentarlo ai suoi amici, però continua a trovarsi in pericolo per via degli oggetti appuntiti in casa di Squiddi e al Krusty Krab. E anche in città, rimettendoci, SpongeBob è costretto a salvarlo da varie fabbriche di materiale pericoloso. A un certo punto Bolly scoppia, ma SpongeBob riesce a ri-soffiarlo, con una seconda testa. L'Amico Bolla arriva e riporta il figlio a casa, mentre SpongeBob dice che forse, se ha tempo, può passare di nuovo del tempo in sua compagnia.

## Alla larga, SpongeBob!
Squiddi è stufo del comportamento assillante che SpongeBob tiene nei suoi confronti, che lo segue ovunque vada procurandogli dei guai. Un giorno, mentre parla con SpongeBob durante il lavoro, il burbero polpo si brucia un tentacolo sulla griglia e ha un incidente sul lavoro. Perciò, dopo questo sfortunato incidente, decide di convocare degli avvocati per comunicargli un ordine restrittivo per il quale SpongeBob non dovrà più avvicinarsi a Squiddi, pena il carcere. Non volendo finire in galera, SpongeBob si attiene alle disposizioni della restrittiva, solo che questo gli causa difficoltà nel suo lavoro perché non può fare consegnare a Squiddi il cibo senza violare l'ordine restrittivo, e adesso Squiddi sarà perseguitato da qualcuno che è anche peggio di SpongeBob: Patrick, che SpongeBob stesso e Mr. Krab avevano chiamato per fare da intermediario perché lavorano allo stesso posto. L'ottusa stella gli darà il tormento fino a fargli spiaccicare la faccia su una torta ai mirtilli di mare, a cui è allergico, e quindi si gonfia tutto. SpongeBob, vedendo Squiddi e Patrick picchiarsi, decide di intervenire di persona per dividerli; teme che per questo verrà incarcerato, ma Squiddi cancella il suo nome dalla restrittiva e ci mette quello di Patrick.

## Fiasco!
Il Krusty Krab ha bisogno di nuove idee per attrarre più clienti, cosa che viene risolta non appena si scopre per via di Squiddi che Fiasco, un artista popolare a Bikini Bottom, ha creato un'opera artistica con gli ingredienti di un Krabby Patty. Viene così deciso che l'opera venga mostrata a tutti i clienti del Krusty Krab, come se il fast food fosse un museo. Ma Plankton manderà ovviamente tutto a monte quando, non appena scopre che l'opera contiene gli ingredienti del Krabby Patty, ruba il capolavoro. Così Mr. Krab chiama la polizia, la quale insegue Plankton nel tentativo di arrestarlo. Alla fine Plankton cade a pezzi per la fatica e si nasconde a casa di SpongeBob, al quale chiede il motivo del suo reato. Quando SpongeBob gli narra tutto e gli dice che l'unica cosa che dovrebbe fare in questi casi è andare a costituirsi, Plankton non gli crede e subito dopo incolpa lui e Gary per essere divenuti suoi complici parlando con lui. In quel momento arriva Patrick che divora l'opera, venendo accusato da Plankton come suo terzo complice. Quando però arriva la polizia non riesce a capire la faccenda sulla complicità di SpongeBob, Squiddi, Patrick e Gary ed è costretta ad arrestare tutti. Più tardi Mr. Krab racconta tutto agli agenti, che rilasciano SpongeBob, Patrick e Gary e buttano Plankton in prigione. Non appena libero, SpongeBob risolve i problemi finanziari del capo facendo vedere al pubblico l'opera nello stomaco di Patrick tramite dei raggi X, cosa che farà disperare Fiasco, che decide di non produrre più opere artistiche. Infine Squiddi, in carcere, chiede ai poliziotti se può fare una telefonata.

## Sei felice adesso?
SpongeBob scopre che Squiddi non ha alcun ricordo felice della sua vita e così prova a costruirgliene uno in base alle sue passioni, andando perfino ad un concerto musicale, ma senza successo. Squiddi cade in depressione e si rinchiude in casa; SpongeBob è preoccupato per lui e prova a parlargli, ma non ci riesce perché Squiddi non vuole vedere più nessuno. Allora attua un sistema estremo e, trascinandolo di peso al Krusty Krab, gli organizza una festa nel locale. Aveva provato a invitare qualcuno, ma, non riuscendoci, ha realizzato dei pupazzi formato supergigante di sé stesso. A questo punto Squiddi, impazzito, inizia a distruggere i pupazzi dicendo che ora ha un ricordo felice, per grande gioia di SpongeBob.

## Il pianeta delle meduse
SpongeBob e Patrick sono a caccia di meduse, quando il primo nota una minacciosa grotta nel mezzo dei prati del campo. Nella grotta si trova una gigantesca medusa mostruosa, di color verdastro e dagli occhi neri luccicanti. Il mostro crea dei cloni di alcune meduse del campo, e una di esse si posa sul dormiente Patrick, creando un suo clone. Il Patrick-clone cattura con il suo retino altre meduse clonate e, dopo averne regalata una a molti abitanti di Bikini Bottom, ne dà una a SpongeBob. La medusa-clone cerca in tutti i modi di clonare SpongeBob, ma senza riuscirci. La mattina dopo, SpongeBob scopre nel congelatore del Krusty Krab i corpi dei suoi amici ibernati in dei bozzoli e si accorge dell'orrenda verità: tutti i suoi amici sono stati catturati dalle meduse aliene e rimpiazzati con dei cloni. SpongeBob scappa via dal Krusty Krab, inseguito da un'orda di cloni-zombie, andando da Sandy, la quale capisce che i cloni non sopportano la maionese. Il duo torna al Krusty Krab con degli occhiali da sole per camuffarsi tra gli zombie; arrivati al fast food, SpongeBob fa però cadere per sbaglio gli occhiali di Sandy e così vengono scoperti. I cloni avanzano verso di loro, ma SpongeBob, balzando in cucina, prende la maionese e la spruzza contro i cloni, facendoli sciogliere in una poltiglia verdastra e facendo uscire fuori dai bozzoli i corpi dei loro amici originali. L'unico che resta da distruggere è la medusa-mostro: SpongeBob gli spruzza la maionese, ma, trovandosi nel freezer, si solidifica. Sandy, alzando la temperatura, fa sciogliere il cubetto di maionese, distruggendo il mostro. SpongeBob spiega agli increduli amici ciò che è successo; Patrick assapora la poltiglia verdastra del gigantesco alieno e asserisce che ha un ottimo sapore. Mr. Krab allora decide di vendere dei nuovi Krabby Patty al gusto di meduse aliene. Patrick ordina uno dei nuovi Krabby Patty, ma senza maionese. SpongeBob lo sente e lo guarda di sottecchi, facendoci capire che, forse, non è tutto finito.

## Assaggi gratis
Per rovinare la reputazione del Krusty Krab, Plankton distribuisce gratuitamente alla popolazione i suoi panini avariati, che Plankton spaccia per Krabby Patty, e che danno un feroce voltastomaco a chiunque li mangi; così Mr. Krab si ritrova attorno a una folla inferocita. SpongeBob riesce però a risolvere il problema distribuendo gratuitamente i Krabby Patty (mentendo sul fatto che sono diventati più buoni), mentre Plankton finisce letteralmente schiacciato dal suo piano. Dunque SpongeBob salva nuovamente il suo capo.

## Una casa a pezzi
In una torrida giornata, la casa-ananas di SpongeBob si squaglia e cade a pezzi. Patrick, Mr. Krab e Sandy costruiscono allora una nuova casa per l'amico, che però crollerà quando Squiddi, che involontariamente aveva sostenuto finora l'edificio, si libererà. Inoltre, Gary ricorda continuamente, e a vuoto, a SpongeBob di dargli da mangiare. Alla fine SpongeBob apre la lattina che dovrebbe contenere il cibo per Gary, ma inspiegabilmente esce dal suo interno una nuova casa-ananas.

## Karen 2.0
Plankton rimpiazza Karen con una sua versione più moderna: la cibernetica moglie, ferita e gelosa, viene portata al Krusty Krab dal proprietario Mr. Krab e assunta come cameriera al posto di Squiddi, che ora pulisce i gabinetti. "Karen 2" intanto arriva con Plankton, e Krab ingaggia lo scontro tra le due Karen. Durante il combattimento Plankton resta ferito, Karen si spegne e viene rianimata da Plankton che le cambia le batterie con la promessa che non ferirà più i suoi sentimenti. A fine puntata i pezzi di "Karen 2" vengono messi addosso a Squiddi per intrattenimento.

## L'insonnia
SpongeBob non riesce a lavorare in ottime condizioni, siccome aggiunge "troppa" senape nei Krabby Patty. Mr. Krab capisce che il suo dipendente soffre di una gravissima insonnia notturna, così consiglia a SpongeBob di recarsi subito a dormire a tarda sera. Ma la povera spugna non riesce a chiudere un occhio e, dopo gli scarsi tentativi di farsi aiutare da Patrick, inizia ad avere delle visioni spaventose, finché si immagina di trovarsi accanto al cosiddetto "re marino del sonno", il quale lo fa finalmente addormentare con della sabbia magica. Purtroppo SpongeBob non sa che ha dormito solo per pochi secondi e al Krusty Krab continuerà ovviamente a comportarsi in modo strano finendo per buttarsi in un baule di senape e mandando il capo su tutte le furie. Alla fine SpongeBob inizia a versare per la disperazione delle lacrime di senape che finiscono in modo perfetto sui Krabby Patty. Mr. Krab, non appena nota l'ottima perfezione, decide così di far piangere altre lacrime di senape da SpongeBob sui panini, mentre Squiddi si rallegra osservando dalla cassa la scena. E la novità, rende tristissimo SpongeBob.

## Facce bloccate
SpongeBob e Patrick si divertono a farsi le smorfie e le facce buffe a vicenda, ma Mr. Krab li avverte che, così facendo, resteranno con le facce bloccate, raccontando loro la storia di un uomo che, alla quattrocentesima pernacchia, rimase con la lingua di fuori, fin quando, seccandosi, non la perse per sempre. SpongeBob e Patrick promettono pertanto di non far più boccacce, ma non resistono a lungo e così fanno delle smorfie assurde. Quella sera, per una scommessa, SpongeBob e Patrick decidono di mantenere una smorfia tutta la notte; come risultato il giorno dopo non riescono più a muovere le loro facce. Sandy prova a ripristinare le loro facce con un massaggio, ma con scarso successo. Al Krusty Krab, Mr. Krab scopre tutto e si arrabbia con SpongeBob per non aver mantenuto la sua promessa, ma si ritrova anch'egli con la faccia bloccata, e la stessa cosa capita anche a Squiddi.

## Il nuovo parco dei divertimenti
SpongeBob e Patrick vengono a sapere che il Glove World sta per chiudere al pubblico. I due, dopo aver fatto un ultimo giro sulle attrazioni per "salutarle", decidono di salvare il Luna Park ormai sgangherato, ma non servirà a nulla. Alla fine, dopo essersi incatenati all'ingresso, trovano il proprietario del parco, che dirà loro che l'unico motivo della chiusura del Glove World è l'apertura di un nuovo parco chiamato Glove Universe. SpongeBob vorrebbe andarci subito, solo che Patrick, fraintendendo il concetto di mettere la chiave dei lucchetti in un posto sicuro, l'ha buttata nella piscina del Glove World, lasciando SpongeBob senza parole.

## La Squiddolite
Squiddi si finge malato di una malattia di sua invenzione, la "Squiddolite", affinché Mr. Krab lo mandi a casa. Convinto da SpongeBob, alla fine il gestore del Krusty Krab acconsente a farlo rincasare. Successivamente anche SpongeBob prende la Squiddolite e perciò anche lui viene mandato a casa da Krab, il quale nel frattempo avrà molta difficoltà a gestire da solo il locale. SpongeBob mostra a Squiddi delle videocassette di film romantici, facendolo scappare via fino al Krusty Krab, dove Mr. Krab rivela ai due di aver contratto la Squiddolite anche lui.

## Demolition Derby
SpongeBob, durante un esame per la patente, va a sbattere più volte con le macchine adiacenti. La signora Puff si gonfia talmente tanto che i due prendono il volo. Nel tentativo di scendere, SpongeBob si schianta contro il faro del percorso. In ospedale, il dottore rivela alla signora Puff che, nell'impatto, la sua "sacca di gonfiaggio" è stata danneggiata e ora non può più gonfiarsi. SpongeBob, l'indomani, scarrozza la signora Puff sulla sedia a rotelle per una passeggiata nei corridoi dell'ospedale. Passano anche diversi infortunati, e il dottore rivela che è la conseguenza dell'annuale demolition derby. A questo punto la signora Puff decide di iscrivere anche SpongeBob al rally dicendogli che è un modo per guadagnare punti-extra nell'esame di guida. Il capitano Lutefisk, l'arbitro della competizione, lo fa gareggiare dopo aver visto le sue doti distruttive. Durante la gara, SpongeBob deve vedersela con degli avversari molto più grandi di lui, ma, grazie alle sue scarse competenze di guida, riesce a sbaragliarli tutti. Vedendo come SpongeBob sia riuscito a debellarli senza troppi sforzi, la Puff, trasformandosi in "Cataclis-Puff", prende un trattore e comincia a inseguire SpongeBob nella speranza di schiacciarlo e annientarlo una volta per tutte, finché entrambi si schiantano contro la scuola guida. SpongeBob riconosce nello sfidante mascherato la sua insegnante che, contrariamente a quanto affermato prima dal dottore, riacquista inspiegabilmente l'abilità di gonfiaggio. Infine SpongeBob e la signora Puff finiscono schiacciati sotto l'edificio distrutto.

## Gli snack per lumache
SpongeBob vede al Krusty Krab la pubblicità di un nuovo prodotto: degli spettacolari snack per lumache; senza pensarci due volte, la spugna ne compra una confezione per Gary, che appena ne assaggia uno non riesce più a farne a meno. Quando questi snack giungono al termine, Gary comincia a tampinare il suo padrone, il quale prova prima in un negozio di animali e dopo direttamente alla fabbrica che li produce, ma la risposta è sempre negativa. SpongeBob a questo punto fa letteralmente il giro della Terra per tutti i negozi di animali del mondo, ma nessuno vende le tanto ricercate chicche. Gary prende a miagolare non-stop con SpongeBob fuori casa che proprio non ne può più. Patrick vorrebbe aiutarlo fingendo di essere Gary e facendosi dire di no da SpongeBob, ma naturalmente, trattandosi di Patrick, non funziona. SpongeBob, tuttavia, prende coraggio e dice di "no" a Gary, che finalmente si calma.

## Il concorso a premi
Mr. Krab indice un concorso a premi: chi riuscirà a indovinare quanti semi di sesamo sono contenuti in un barattolo si aggiudicherà un Krabby Patty gratis. Il micragnoso gestore è sicuro che nessuno indovinerà non volendo concedere realmente Krabby Patty gratis, finché Plankton non arriva e, con degli occhiali a raggi X, dice la risposta esatta. Krab, conoscendo le intenzioni del rivale, non vuole consegnare il premio a Plankton, che si rivolge a un addetto di un'associazione per concorsi truccati, che minaccia Krab di chiudere i battenti del suo locale seduta stante se non consegnerà a Plankton il premio che si è aggiudicato. Krab e SpongeBob provano a temporeggiare per quanto possibile, ma infine si arrendono al loro triste dovere. Plankton, tuttavia, ingoia il panino tutto intero e i clienti scappano via dal Chum Bucket poiché Karen, recuperando i pezzi dal suo stomaco, ha preparato i panini mischiandoli con i succhi gastrici del marito. E così, ancora una volta, la vittoria è di Krab.

## Il Natale di SpongeBob!
Mancano pochi giorni al Natale a Bikini Bottom. Dal momento che Plankton, essendo cattivo, ha ricevuto sempre del carbone, decide di far diventare malvagi tutti gli abitanti di Bikini Bottom dando loro un dolce alla frutta contaminato di "malvagionium", un elemento chimico da lui sintetizzato in grado di rendere malvagio chiunque lo assuma. Il piano del malefico copepode è di rendere tutti i cittadini malvagi cosicché il più "buono" sia lui. Ben presto tutti i cittadini vengono contagiati dal malvagionium, tranne SpongeBob che è immune. Plankton non si arrende e decide di costruire un robot raffigurante SpongeBob che distrugge la città, con lo scopo di far apparire anche lui malvagio. Intanto SpongeBob scopre che tutti in città sono cattivi e, chiedendo aiuto a Sandy, scopre che l'antidoto per il malvagionium è una melodia; la spugna, cantando tale melodia, riporta tutti come prima. All'arrivo di Babbo Natale Plankton sta per avere la formula segreta; tuttavia SpongeBob sconfigge il robot e il Babbo, leggendo sul robot che "chi lo trova lo riporti al Chum Bucket", scopre la verità, sottrae a Plankton la ricetta e gli consegna ancora del carbone. Così, SpongeBob e il resto della compagnia avranno un felice Natale.
Intanto Patchy, dopo aver rubato un furgone postale, si dirige al Polo nord per consegnare di persona la lettera a Babbo Natale, ma questi fa apparire un orso polare che si mette a inseguire il buffo bucaniere, perché "se un uomo ruba un furgone postale non può che definirsi cattivo". L'episodio termina con Potty e Babbo Natale che augurano allo spettatore buon Natale.

## La nuova coppia di cattivoni
Plankton decide di diventare amico di Man Ray, con il quale ha intenzione di rubare per l'ennesima volta la formula del Krabby Patty. Mentre SpongeBob cerca l'aiuto di Waterman & Supervista, al Krusty Krab Squiddi è costretto a cucinare Krabby Patty in continuazione per Man Ray. Alla fine i due anziani giustizieri andranno al ristorante, dove ammanettano Man Ray. Subito dopo, Mr. Krab fa vedere a Plankton il conto stratosferico che Man Ray gli ha lasciato.

## Fricassea di pastura
Squiddi decide di dimettersi dal Krusty Krab per questioni lavorative e inizia a lavorare per il Chum Bucket. Divenuto così dipendente, Squiddi inizia a risolvere i problemi finanziari di Plankton inventando una gustosa fricassea di chum basandosi su una ricetta di sua nonna e chiamando il cibo "Fricassea di pastura". Grazie a questo, Squiddi diventa il cuoco più famoso del mondo, mentre i cittadini di Bikini Bottom iniziano a frequentare molto il Chum Bucket al posto del Krusty Krab. Mr. Krab e SpongeBob decidono di scoprire la ricetta di Plankton e Squiddi, entrando nel Chum Bucket vestiti come dei ricchi gentiluomini, ma purtroppo Squiddi li scopre e li scaccia deridendoli con Plankton e tutti i presenti. Alla fine Mr. Krab riesce a divorare un pezzo di fricassea, ma si mette improvvisamente a piangere scoprendo che l'alimento è più buono di un Krabby Patty. Fortunatamente entra in quel momento nel Chum Bucket proprio la nonna di Squiddi, la quale picchia quest'ultimo dicendogli che la fricassea andava cotta esattamente 24 ore e non meno od oltre, e perciò il cibo può creare a chi lo mangia dei problemi allo stomaco. Non appena i cittadini di Bikini Bottom sentono le parole della vecchia, iniziano a distruggere infuriati il Chum Bucket fino ad incendiarlo, facendo piangere Squiddi e Plankton. Nel finale, Squiddi viene riassunto, ma come zerbino del Krusty Krab, ciò come castigo per il suo ammutinamento.

## La campagna pubblicitaria
Per via della sua solita sete di denaro, Mr. Krab vuole che tutti gli abitanti di Bikini Bottom mangino almeno una volta al Krusty Krab. Così SpongeBob e Patrick vanno in giro per tutta la città a far pubblicità al Krusty Krab, tappezzando la città con lo slogan "mangiate al Krusty Krab", ma con esiti disastrosi. Alla fine entrano nuovi clienti dentro al ristorante, per protestare per i danni causati dalla pubblicità.

## Cento piedi
Una nuova ordinanza a Bikini Bottom impone che i fast food distino come minimo 100 piedi. Siccome il Krusty Krab e il Chum Bucket sono distanti 99 piedi, uno dei due ristoranti dovrà essere demolito il giorno seguente. Mr. Krab e Plankton cercheranno in ogni modo di far demolire il fast food nemico ricorrendo a delle petizioni. Il vincitore si rivela essere Plankton e così il Krusty Krab dovrà essere smantellato. Tuttavia viene letteralmente spostato di un piede avanti in modo da rispettare l'ordinanza e il ristorante che verrà demolito sarà, erroneamente, il Chum Bucket.

## Ciao Bikini Bottom!
Squiddi cerca di suonare in pace il suo clarinetto, ma viene disturbato da SpongeBob, che preferisce suonare il suo ukulele. In quel momento arriva uno strano produttore musicale che si chiama "Colonnello Carper", il quale, sentendo la musica, inizia molto a stimare i due vicini; offre loro l'opportunità di andare in tour ed essi accettano. Mr. Krab decide di creare un gruppo tutto suo con lo scopo di guadagnare soldi; convince i suoi dipendenti del Krusty Krab a lavorare con lui, ruba lo scuolabus della signora Puff come mezzo di trasporto, assume Patrick come tecnico, si appropria degli altoparlanti di Carper e vende il Krusty Krab. Dopo una serie di disastrosi concerti di Squiddi e SpongeBob, un infuriato Colonnello Carper dice in faccia al taccagno che i suoi imbrogli sono arrivati alla fine, ordinando ai suoi tecnici di riprendersi gli altoparlanti rubati. Tra gli stufi del gruppo della band musicale soprattutto Squiddi, che decide di abbandonare il tour e i suoi amici tornando a casa, tuttavia si ricrede e torna indietro grazie alla canzone commovente di SpongeBob. Intanto, Mr. Krab riesce a guadagnare molti soldi facendo pagare le persone per ammirare un evento raro cioè l'aurora boreale accompagnata da una pioggia di meteore. Arrivano, però, tante conoscenze del gruppo che intendono essere risarciti per i disastri causati durante il tour e fra di loro c'è proprio il Colonnello Carper che vuole avere tutti i suoi soldi per la sua attrezzatura danneggiata e della perdita di profitti, ma nonostante il rifiuto di Mr. Krab, riesce a impossessarsi tutti i soldi guadagnati dal granchio. Alla fine, Mr. Krab riesce a ricomprare il Krusty Krab grazie a SpongeBob.